# 王籍
王籍（480年—540年代），字文海，琅邪臨沂人，南北朝南齊、南梁官員與文學家。
王籍是東晉丞相王導的後裔，父親王僧祐在南齊官至驍騎將軍。他七歲就懂得文章，長大後好學有才華，傾慕謝靈運的詩作，自己的作品也全無失色。樂安人任昉見到就稱讚他；曾和沈約同坐寫下《詠燭》，沈約十分欣賞，當時的人說謝靈運有王籍，就如孔子有左丘明，老子有莊子一樣。南齊末年王籍擔任冠軍將軍行參軍，累遷外兵、記室，又任職余杭、錢唐縣令，為政得到百姓稱頌。天監初年，他除授安成王蕭秀的主簿、尚書三公郎、廷尉正，歷任餘姚、錢塘縣令，之後免除，很快又擔任輕車將軍湘東王蕭繹的諮議參軍，隨他到會稽。會稽郡內有雲門山、天柱山，王籍曾經遊歷超過一個月不回來；到若邪溪賦詩，文句有：「蟬噪林逾靜，鳥鳴山更幽。」當時的人認為文筆獨一無二。還朝後他任職大司馬從事中郎，遷中散大夫，不能實現自己志願，就閒逛市集，不去交遊，看到熟人就傘子遮住面部。湘東王在荊州，引薦他為安西府諮議參軍，帶任作塘縣令。王籍因為地方狹小，很不快樂，就不理縣事，終日飲酒，有人報官就鞭打報官者讓他離去，不久，王籍去世。王籍也工於書法，用筆奔放，和孔琳之同類；湘東王為他收集文章，留下文集十卷。
他的兒子王碧也有文才，但比王籍早逝。

## 家族
- 六世祖東晉丞相王導[3]
- 五世祖東晉中領軍王洽[3]
- 高祖父東晉司徒王珣[3]
- 曾祖父劉宋侍中王孺[3]
- 祖父劉宋光祿勳王遠[2][3]
- 父親南齊驍騎將軍王僧祐[2][3]

## 引用
1. ↑  《廣弘明集》卷二十：梁元帝《法寶聯璧序》：中散大夫琅邪王籍年五十五字文海
2. 1 2 3 4  《梁書·卷五十·列傳第四十四》：王籍字文海，琅邪臨沂人。祖遠，宋光祿勳。父僧祐，齊驍騎將軍。籍七歲能屬文。及長，好學博涉，有才氣，樂安任昉見而稱之。嘗於沈約坐賦得《詠燭》，甚爲約賞。齊末，爲冠軍行參軍，累遷外兵、記室。
3. 1 2 3 4 5 6 7 8  《南史·卷二十一·列傳第十一》：王弘，字休元，琅邪臨沂人也。曾祖導，晉丞相，祖洽，中領軍，父珣，司徒。……微字景玄，弘弟光祿大夫孺之子也。……微兄遠……遠子僧佑……子籍。籍字文海，仕齊為余杭令，政化如神，善於擿伏，自下莫能欺也。性頗不儉，俄然為百姓所訟。又為錢唐縣，下車布政，咸謂數十年來未之有也。籍好學，有才氣，為詩慕謝靈運。至其合也，殆無愧色。時人咸謂康樂之有王籍，如仲尼之有丘明，老聃之有嚴周。
4. ↑  《梁書·卷五十·列傳第四十四》：天監初，除安成王主簿、尚書三公郎、廷尉正。歷餘姚、錢塘令，並以放免。久之，除輕車湘東王諮議參軍，隨府會稽。郡境有雲門、天柱山，籍嘗遊之，或累月不反。至若邪溪賦詩，其略云：「蟬噪林逾靜，鳥鳴山更幽。」當時以爲文外獨絕。還爲大司馬從事中郎，遷中散大夫，尤不得志，遂徒行市道，不擇交遊。湘東王爲荊州，引爲安西府諮議參軍，帶作塘令。不理縣事，日飲酒，人有訟者，鞭而遣之。少時，卒。文集行於世。
5. ↑  《南史·卷二十一·列傳第十一》：梁天監中，為輕車湘東王諮議參軍，隨府會稽郡。至若邪溪賦詩云：「蟬噪林逾靜，鳥鳴山更幽。」劉孺見之，擊節不能已已。以公事免。及為中散大夫，彌忽忽不樂，乃至徒行市道，不擇交遊。有時塗中見相識，輒以笠傘覆面。後為作唐侯相，小邑寡事，彌不樂，不理縣事。人有訟者，鞭而遣之。未幾而卒。籍又甚工草書，筆勢遒放，蓋孔琳之流亞也。湘東王集其文為十卷云。
6. ↑  《梁書·卷五十·列傳第四十四》：子碧，亦有文才，先籍卒。

## 延伸阅读
[在维基数据编辑]
 《梁書·卷50》，出自姚思廉《梁書》